# Brasil Tennis Challenger 2025 - Doppio
Il doppio del torneo di tennis professionistico Brasil Tennis Challenger 2025, facente parte della categoria Challenger 100 nell'ambito dell'ATP Challenger Tour 2025, si è giocato dal 27 gennaio al 2 febbraio a Piracicaba, in Brasile. Guido Andreozzi e Guillermo Durán erano i detentori del titolo ma solo Andreozzi aveva scelto di partecipare in coppia con Orlando Luz.
In finale Guido Andreozzi e Orlando Luz hanno sconfitto Marcelo Demoliner e Fernando Romboli con il punteggio di 6(4)–7, 6–2, [11–9].

## Teste di serie
1. Guido Andreozzi /  Orlando Luz (campioni)
2. Marcelo Demoliner /  Fernando Romboli (finale)

1. Luís Britto /  Marcelo Zormann (semifinale)
2. Mateus Alves /  Daniel Dutra da Silva (primo turno, ritirati)

## Wildcard
1. Marco Cecchinato /  Pedro Sakamoto (primo turno, ritirati)

1. Eduardo Ribeiro /  Gabriel Roveri Sidney (ritirati)

## Ranking protetto
1. Leonardo Aboian /  Arklon Huertas del Pino (semifinale)

## Alternate
1. Pedro Boscardin Dias /  Lautaro Midón (primo turno, ritirati)
2. Breno Braga /  Victor Braga (primo turno)

1. Victor Remondy Pagotto /  Gabriel Tumasonis (quarti di finale)

## Tabellone

### Legenda
| - Q = Qualificato - WC = Wild card - LL = Lucky loser | - ALT = Alternate - SE = Special Exempt - PR = Protected Ranking | - w/o = Walkover - r = Ritirato - d = Squalificato |

|  | Primo turno | Primo turno                          | Primo turno                          | Primo turno                          | Primo turno |  |  | Quarti di finale | Quarti di finale                   | Quarti di finale                   | Quarti di finale                   | Quarti di finale            |   |      | Semifinali | Semifinali                  | Semifinali        | Semifinali                         | Semifinali |   |     | Finale | Finale | Finale | Finale | Finale |  |
|  |             |                                      |                                      |                                      |             |  |  |                  |                                    |                                    |                                    |                             |   |      |            |                             |                   |                                    |            |   |     |        |        |        |        |        |  |
|  | 1           | G Andreozzi O Luz                    | G Andreozzi O Luz                    | G Andreozzi O Luz                    | w/o         |  |  |                  |                                    |                                    |                                    |                             |   |      |            |                             |                   |                                    |            |   |     |        |        |        |        |        |  |
|  |             | DE Galán C Taberner                  | DE Galán C Taberner                  | DE Galán C Taberner                  |             |  |  | 1                | G Andreozzi O Luz                  | G Andreozzi O Luz                  | G Andreozzi O Luz                  | w/o                         |   |      |            |                             |                   |                                    |            |   |     |        |        |        |        |        |  |
|  |             | M Dellien JC Prado Ángelo            | M Dellien JC Prado Ángelo            | 7                                    | 7           |  |  |                  | M Dellien JC Prado Ángelo          | M Dellien JC Prado Ángelo          | M Dellien JC Prado Ángelo          |                             |   |      |            |                             |                   |                                    |            |   |     |        |        |        |        |        |  |
|  |             | G Heide JL Reis da Silva             | G Heide JL Reis da Silva             | 63                                   | 60          |  |  |                  |                                    |                                    |                                    |                             |   |      | 1          | G Andreozzi O Luz           | G Andreozzi O Luz | 6                                  | 6          |   |     |        |        |        |        |        |  |
|  | 4           | M Alves D Dutra da Silva             | M Alves D Dutra da Silva             | M Alves D Dutra da Silva             |             |  |  |                  |                                    | PR                                 | L Aboian A Huertas del Pino        | L Aboian A Huertas del Pino | 3 | 4    |            |                             |                   |                                    |            |   |     |        |        |        |        |        |  |
|  |             | G Debru A Pellegrino                 | G Debru A Pellegrino                 | G Debru A Pellegrino                 | w/o         |  |  |                  | G Debru A Pellegrino               | G Debru A Pellegrino               | 2                                  | 1                           |   |      |            |                             |                   |                                    |            |   |     |        |        |        |        |        |  |
|  | PR          | L Aboian A Huertas del Pino          | L Aboian A Huertas del Pino          | 2                                    |             |  |  | PR               | L Aboian A Huertas del Pino        | L Aboian A Huertas del Pino        | 6                                  | 6                           |   |      |            |                             |                   |                                    |            |   |     |        |        |        |        |        |  |
|  | WC          | M Cecchinato P Sakamoto              | M Cecchinato P Sakamoto              | 1                                    | r           |  |  |                  |                                    |                                    |                                    |                             |   |      | 1          | Guido Andreozzi Orlando Luz | 64                | 6                                  | [11]       |   |     |        |        |        |        |        |  |
|  | Alt         | V Remondy Pagotto G Tumasonis        | V Remondy Pagotto G Tumasonis        | V Remondy Pagotto G Tumasonis        | w/o         |  |  |                  |                                    |                                    |                                    |                             |   |      |            |                             | 2                 | Marcelo Demoliner Fernando Romboli | 7          | 2 | [9] |        |        |        |        |        |  |
|  | Alt         | P Boscardin Dias L Midón             | P Boscardin Dias L Midón             | P Boscardin Dias L Midón             |             |  |  | Alt              | V Remondy Pagotto G Tumasonis      | V Remondy Pagotto G Tumasonis      | 0                                  | 65                          |   |      |            |                             |                   |                                    |            |   |     |        |        |        |        |        |  |
|  | Alt         | B Braga V Braga                      | B Braga V Braga                      | 5                                    | 1           |  |  | 3                | L Britto M Zormann                 | L Britto M Zormann                 | 6                                  | 7                           |   |      |            |                             |                   |                                    |            |   |     |        |        |        |        |        |  |
|  | 3           | L Britto M Zormann                   | L Britto M Zormann                   | 7                                    | 6           |  |  |                  |                                    |                                    |                                    |                             |   |      | 3          | L Britto M Zormann          | 6                 | 3                                  | [6]        |   |     |        |        |        |        |        |  |
|  |             | PA Saraiva dos Santos G Villanueva   | PA Saraiva dos Santos G Villanueva   | PA Saraiva dos Santos G Villanueva   | w/o         |  |  |                  |                                    | 2                                  | M Demoliner F Romboli              | 3                           | 6 | [10] |            |                             |                   |                                    |            |   |     |        |        |        |        |        |  |
|  |             | A Collarini JP Ficovich              | A Collarini JP Ficovich              | A Collarini JP Ficovich              |             |  |  |                  | PA Saraiva dos Santos G Villanueva | PA Saraiva dos Santos G Villanueva | PA Saraiva dos Santos G Villanueva |                             |   |      |            |                             |                   |                                    |            |   |     |        |        |        |        |        |  |
|  |             | À Martí Pujolràs N Sánchez Izquierdo | À Martí Pujolràs N Sánchez Izquierdo | À Martí Pujolràs N Sánchez Izquierdo |             |  |  | 2                | M Demoliner F Romboli              | M Demoliner F Romboli              | M Demoliner F Romboli              | w/o                         |   |      |            |                             |                   |                                    |            |   |     |        |        |        |        |        |  |
|  | 2           | M Demoliner F Romboli                | M Demoliner F Romboli                | M Demoliner F Romboli                | w/o         |  |  |                  |                                    |                                    |                                    |                             |   |      |            |                             |                   |                                    |            |   |     |        |        |        |        |        |  |